# Santa Ana de Guerrero
Santa Ana de Guerrero är en ort i Mexiko.   Den ligger i kommunen Juárez och delstaten Michoacán de Ocampo, i den södra delen av landet, 140 km väster om huvudstaden Mexico City. Santa Ana de Guerrero ligger 1 313 meter över havet och antalet invånare är 1 158.
Terrängen runt Santa Ana de Guerrero är lite bergig. Runt Santa Ana de Guerrero är det ganska glesbefolkat, med 47 invånare per kvadratkilometer. Närmaste större samhälle är Heróica Zitácuaro, 19,8 km norr om Santa Ana de Guerrero. I omgivningarna runt Santa Ana de Guerrero växer huvudsakligen savannskog.